# 982
982 (CMLXXXII) var ett normalår som började en söndag i den julianska kalendern.

## Händelser

### Okänt datum
- Grönland upptäcks av Erik den röde, vilket är den första kända europeiska kontakten med Nordamerika.

## Födda
- Judit av Bretagne, hertiginna av Normandie.

## Avlidna
- 13 oktober – Jingzong av Liao, kinesisk kejsare.
- Eadwine av Sussex, kung av Sussex.
- Indra IV, siste kejsaren av Rashtrakuta.